# Wartenberg, Hessen
Wartenberg är en kommun i Vogelsbergkreis i Regierungsbezirk Gießen i förbundslandet Hessen i Tyskland. Kommunen bildades 1 augusti 1972 genom en sammanslagning av de tidigare kommunerna Angersbach och Landenhausen.